# 法國在盧旺達大屠殺中的作用
法国在1994年卢旺达种族灭绝事件中的作用在法国和卢旺达境内外都引起了争议和討論。法国支持胡图人领导的朱韦纳尔·哈比亚利马纳政府反对图西人主导的卢旺达爱国阵线。自1990年以来，卢旺达爱国阵线卷入了一场旨在恢复卢旺达境内图西人权利的卢旺达内战。法国向朱韦纳尔·哈比亚利马纳的青年民兵组织“联攻派”和“同一目标派”提供武器和军事训练，这些组织後來在卢旺达种族灭绝中大肆屠殺圖西人。
在100天的卢旺达种族灭绝接近尾声时，法国部队被部署到“绿松石区”，主要是为了防止在所谓的安全区内发生更多的种族屠殺。实际上，该区使许多屠殺了圖西人的胡图人能够在获胜的卢旺达爱国阵线士兵抵達之前安全地逃到扎伊尔。由於法國種種舉措使得自1994年以来，法国和卢旺达之间的外交关系经常处于紧张状态。卢旺达一度斷絕与法国的外交关系，卢旺达政府关闭了卢旺达境内的所有法国机构，不過有一些後來重新开放。卢旺达学校的教学语言甚至从法语转为英语。卢旺达後來加入英国领导的英联邦，从而使得盧旺達成为仅有的两个不是前英国殖民地的英聯邦成员之一。
2021年5月27日，法國總統埃马纽埃尔·马克龙访问卢旺达時承认法国在卢旺达种族灭绝中負有责任。